# Ralf Zeitler
Ralf Zeitler (* 7. Oktober 1903 in Sankt Petersburg; † 10. November 1953 in Hamburg) war ein deutschbaltischer Volkswirt und SA-Führer.

## Leben
Zeitler, Sohn eines Apothekers, absolvierte das Gymnasium in Dorpat und begann nach dem Abitur ein Studium der Rechts- und Wirtschaftswissenschaften an der Handelshochschule Berlin und den Universitäten Köln, Berlin und Rostock. Das Studium beendete Zeitler 1931 in Rostock mit Promotion. Der Titel seiner Dissertation lautete Die Rayonierung der UdSSR.

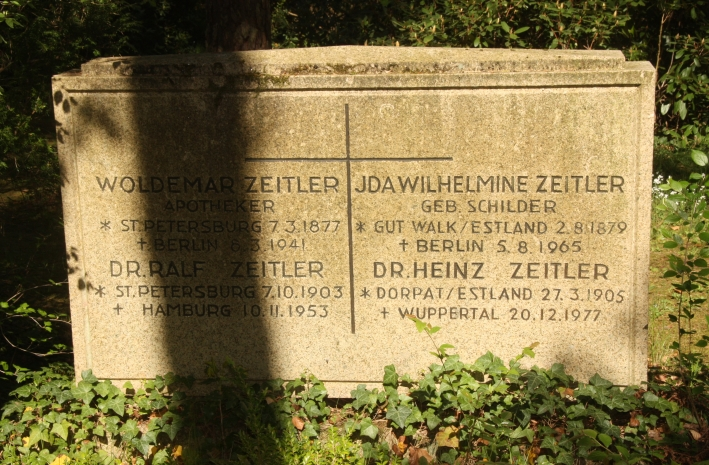
Grab auf dem Südwestkirchhof Stahnsdorf

Anschließend war Zeitler als wissenschaftlicher Mitarbeiter beim Reichsverband kommunaler und öffentlicher Arbeitgeberverbände Deutschlands tätig und wurde dort Geschäftsführer des märkischen Verbandsteils. Nach der Machtübernahme durch die Nationalsozialisten wurde Zeitler im Juni 1933 zum stellvertretenden Geschäftsführer des Deutschen Gemeindetages (DGT) in Berlin unter Kurt Jeserich berufen. Ab 1935 war Zeitler Vizepräsident des Deutschen Gemeindetages. Am 20. April 1937 übernahm Zeitler auf Weisung Jeserichs den Posten des Geschäftsführenden Generaldirektors der Wirtschaftlichen Vereinigung der Deutschen Gaswerke AG. In der Folge gab er seine Funktionen beim Deutschen Gemeindetag auf, bis auf die Abteilungsleitung der dortigen Pressestelle sowie des Statistischen Referats. Zu Beginn des Zweiten Weltkrieges wurde Zeitler zur Wehrmacht eingezogen. Ab Januar 1941 war er wieder in leitender Funktion beim Deutschen Gemeindetag tätig. Die Führung des Deutschen Gemeindetages koordinierte Maßnahmen der nationalsozialistischen Judenverfolgung; so übermittelte Zeitler dem Münchner Oberbürgermeister und Vorsitzenden des Deutschen Gemeindetages Karl Fiehler am 28. Oktober 1941 in einem vertraulichen Fernschreiben Informationen aus dem Reichsministerium des Inneren über die „Abschiebung der Juden aus dem Reichsgebiet“.
Zudem war Zeitler ab 1941 Leiter der Abteilung Rußland (I-4) des Reichsministeriums für die besetzten Ostgebiete, da er aufgrund seiner Herkunft der russischen Sprache mächtig war.
Nach Kriegsende war Zeitler in Hamburg Geschäftsführer bei einer Krankenhausgesellschaft. Der verheiratete Zeitler war Vater zweier Söhne und einer Tochter. Sein Grab befindet sich auf dem Südwestkirchhof Stahnsdorf.

## Mitgliedschaften und Politische Betätigung
Zeitler war von 1923 bis 1924 Angehöriger der Schwarzen Reichswehr und dabei in den Fememord an dem Bäckergesellen Erich Pannier verwickelt – er gab zu, mit einem Kameraden bei der Umbettung der Leiche Sicherungsposten gestanden zu haben, wurde aber im späteren Prozess aus Mangel an Beweisen freigesprochen. Zudem gehörte er dem Weinheimer Verband Alter Corpsstudenten und dem Bismarckbund an. Im Dezember 1931 wurde Zeitler Mitglied der Sturmabteilung (SA) und stieg in dieser NS-Organisation 1942 bis zum SA-Oberführer auf. Der NSDAP trat er im Februar 1932 bei (Mitgliedsnummer 1.103.921).
Weiterhin gehörte Zeitler dem Ausschuss für Wohlfahrts- und Fürsorgerecht der Akademie für Deutsches Recht an, war Präsident des Volksdeutschen Clubs – Fachgebiet Spastik – und übernahm unter Hermann Althaus den stellvertretenden Vorsitz beim Deutschen Verein für öffentliche und private Fürsorge in Berlin. Zeitler gab die Deutsche Zeitung für Wohlfahrtspflege heraus und war Mitherausgeber weiterer Fachzeitschriften für den Sozialen Bereich. Er selbst publizierte vor allem zu kommunalpolitischen Themen.

## Veröffentlichungen
- Jahrbuch der Landgemeinden. Handbuch für die Bürgermeister, Amts- und Gemeindevorsteher und anderen Beamten der ländlichen Verwaltung. Deutscher Gemeindeverl, Berlin 1934.
- mit Ernst Staenicke und Hans Schiedt (Hrsg.): Das neue deutsche Arbeitsrecht seit der Machtübernahme durch die nationalsozialistische Regierung. Textausg. mit Erl. u. Rechtsprechung. Kohlhammer, Stuttgart, Berlin (1934)
- Die Rayonierung der UdSSR., o. O. 1935; zugl. Diss. Univ. Rostock 1931.
- Die Landgemeinde. Kohlhammer, Stuttgart 1936.
- Die Anstaltsfürsorge in Deutschland. In: Jahrbuch für Kommunalwissenschaft.3, Nr. 1 1936, S. 82–102.
- mit Walter Bitter und Bernhard von Derschau (Hrsg.): Deutsche Gemeindeverordnung vom 30. Januar 1935. 2. Auflage. Dt. Gemeindeverl, Berlin 1936.
- (Hrsg.): Die deutsche Kommunalstatistik. Kohlhammer, Stuttgart 1938.
- mit Hans Schlempp: Die Reichsmeldeordnung (Verordnung über das Meldewesen) vom 6. Januar 1938. Mit den einschlägigen gesetzl. Bestimmungen u. Erlassen. Deutscher Gemeindeverl, Berlin 1938.
- mit Hans Schlempp: Deutsches Kommunalrecht. Eine Zusammenstellung sämtlicher Gesetze, Verordnungen und Erlasse. Heymann, Berlin 1939.
- mit Hans Schlempp und Hans Berthold: Steuern, Finanzen, Haushalts-, Kassen- und Rechnungswesen. Unter Mitarbeit von Hans Berthold. Heymann, Berlin 1940.
- mit Hans Schlempp und Fritz Preusse: Wohlfahrtspflege, Gesundheitswesen, Krankenhauswesen. Unter Mitarbeit von Fritz Preusse. Heymann, Berlin 1940.
- mit Hans Schlempp und Ernst Voss: Kriegsverwaltungsrecht. Heymann, Berlin 1940. Wurde in der DDR auf die Liste der auszusondernden Literatur gesetzt.[7]
- mit Hans Schlempp: Personenstandswesen. Heymann, Berlin 1941.
- mit Hans Schlempp: Kommunale Wirtschaft. Heymann, Berlin 1943.